# Elephantorrhiza
Genre
Elephantorrhiza est un genre de plantes à fleurs dicotylédones de la famille des Fabaceae, sous-famille des Mimosoideae, originaire d'Afrique australe, qui comprend neuf espèces acceptées.

## Liste d'espèces
Selon Catalogue of Life (19 octobre 2018) :
- Elephantorrhiza burkei Benth.
- Elephantorrhiza elephantina (Burch.)Skeels
- Elephantorrhiza goetzei (Harms)Harms
- Elephantorrhiza obliqua Burtt Davy
- Elephantorrhiza praetermissa J.H.Ross
- Elephantorrhiza rangei Harms
- Elephantorrhiza schinziana Dinter
- Elephantorrhiza suffruticosa Schinz
- Elephantorrhiza woodii E.Phillips